# Горошко Олег Володимирович
Олег Володимирович Горошко (19 листопада 1989, м. Гродно, СРСР) — білоруський хокеїст, захисник. Виступає за «Динамо» (Мінськ) у Континентальній хокейній лізі. 
Вихованець хокейної школи «Німан» (Гродно). Виступав за «Шинник» (Бобруйськ), «Німан» (Гродно).
У складі національної збірної Білорусі учасник чемпіонатів світу 2011 і 2012 (13 матчів, 0+2). У складі молодіжної збірної Білорусі учасник чемпіонатів світу 2009 (дивізіон I). У складі юніорської збірної Білорусі учасник чемпіонату світу 2007 (дивізіон I).
Досягнення
- Срібний призер чемпіонату Білорусі (2011).